# Ozan
Ozan és un municipi francès situat al departament de l'Ain i a la regió d'Alvèrnia-Roine-Alps. L'any 2007 tenia 509 habitants.

## Demografia

### Població
El 2007 la població de fet d'Ozan era de 509 persones. Hi havia 188 famílies de les quals 36 eren unipersonals (8 homes vivint sols i 28 dones vivint soles), 64 parelles sense fills, 84 parelles amb fills i 4 famílies monoparentals amb fills.
La població ha evolucionat segons el següent gràfic:
Habitants censats

### Habitatges
El 2007 hi havia 202 habitatges, 183 eren l'habitatge principal de la família, 9 eren segones residències i 9 estaven desocupats. 183 eren cases i 17 eren apartaments. Dels 183 habitatges principals, 145 estaven ocupats pels seus propietaris, 32 estaven llogats i ocupats pels llogaters i 7 estaven cedits a títol gratuït; 7 tenien dues cambres, 15 en tenien tres, 69 en tenien quatre i 93 en tenien cinc o més. 145 habitatges disposaven pel capbaix d'una plaça de pàrquing. A 61 habitatges hi havia un automòbil i a 110 n'hi havia dos o més.

### Piràmide de població
La piràmide de població per edats i sexe el 2009 era:
| Homes | Edats   | Dones |
| ----- | ------- | ----- |
| 0     | 95 o +  | 0     |
| 0     | 90 a 94 | 0     |
| 0     | 85 a 89 | 0     |
| 0     | 80 a 84 | 4     |
| 8     | 75 a 79 | 8     |
| 8     | 70 a 74 | 8     |
| 20    | 65 a 69 | 20    |
| 4     | 60 a 64 | 8     |
| 4     | 55 a 59 | 8     |
| 8     | 50 a 54 | 8     |
| 20    | 45 a 49 | 24    |
| 20    | 40 a 44 | 16    |
| 16    | 35 a 39 | 16    |
| 12    | 30 a 34 | 8     |
| 12    | 25 a 29 | 24    |
| 32    | 20 a 24 | 4     |
| 16    | 15 a 19 | 16    |
| 16    | 10 a 14 | 24    |
| 16    | 5 a 9   | 16    |
| 28    | 0 a 4   | 4     |

## Economia
El 2007 la població en edat de treballar era de 322 persones, 245 eren actives i 77 eren inactives. De les 245 persones actives 230 estaven ocupades (129 homes i 101 dones) i 15 estaven aturades (7 homes i 8 dones). De les 77 persones inactives 23 estaven jubilades, 26 estaven estudiant i 28 estaven classificades com a «altres inactius».

### Ingressos
El 2009 a Ozan hi havia 208 unitats fiscals que integraven 580 persones, la mediana anual d'ingressos fiscals per persona era de 17.128,5 €.

### Activitats econòmiques
Dels 28 establiments que hi havia el 2007, 3 eren d'empreses alimentàries, 3 d'empreses de fabricació d'altres productes industrials, 6 d'empreses de construcció, 7 d'empreses de comerç i reparació d'automòbils, 2 d'empreses financeres, 1 d'una empresa de serveis, 1 d'una entitat de l'administració pública i 5 d'empreses classificades com a «altres activitats de serveis».
Dels 7 establiments de servei als particulars que hi havia el 2009, 1 era una funerària, 2 paletes, 1 guixaire pintor, 1 fusteria, 1 lampisteria i 1 electricista.
Dels 2 establiments comercials que hi havia el 2009, 1 era una botiga de més de 120 m² i 1 una botiga de menys de 120 m².
L'any 2000 a Ozan hi havia 14 explotacions agrícoles que ocupaven un total de 330 hectàrees.

## Equipaments sanitaris i escolars
El 2009 hi havia una escola elemental integrada dins d'un grup escolar amb les comunes properes formant una escola dispersa.

## Poblacions més properes
El següent diagrama mostra les poblacions més properes.